# Santuario de la Virgen de Lord
El Santuario de la Virgen de Lord es un edificio religioso de la población de San Lorenzo de Morunys perteneciente a la comarca catalana del Solsonés en la provincia de Lérida (España). Es una iglesia neoclásica incluida en el Inventario del Patrimonio Arquitectónico de Cataluña y protegida como Bien Cultural de Interés Nacional. También fue conocido como Santuario del Hort.

## Historia
El santuario está ubicado sobre un peñasco, en la Mola de Lord, dominando todo el valle de Lord. Documentado desde finales del siglo X como un antiguo centro eremítico, en el siglo XI pasó a depender del monasterio de San Lorenzo de Morunys. En el siglo XV se construyó una iglesia, y entre 1582 y 1634 se estableció una comunidad de frailes dominicos. El aumento de sus bienes patrimoniales conllevó a la construcción de un nuevo templo entre 1774 y 1785, que fue devastado en 1836 durante la guerra carlista. el edificio actual fue levantado por iniciativa del industrial Esteve Monegal entre 1867 y 1870.

## Descripción
Es un templo de una nave, cubierta con bóveda de cañón sobre arcos torales, y capillas laterales entre los contrafuertes. La fachada es de una gran sencillez, carente de elementos ornamentales, excepto el óculo que ilumina la iglesia. A un lado tiene el campanario, de dos cuerpos. La ornamentación se reduce al retablo mayor, que aloja el camarín de la Virgen de Lord, una talla de madera que en su estado actual revela una restauración que desfigura la imagen original, del siglo XIII.
El retablo de 1901, de carpintería con dorados, fue hecho en Barcelona por el taller de J. Riera Casanovas. Su factura responde a las orientaciones revivalista que conjugaron arbitrariamente estereotipos de los artes románicos y bizantino. Las paredes del presbiterio fueron decoradas con pinturas de Lluís Masriera (1929). Hay que mencionar también un grupo de pinturas, de ascendencia del manierismo. La iglesia que fue reformada en 1901 tras sufrir un incendio en 1891, tiene anexa una sencilla construcción de planta rectangular, donde viven los guardianes del santuario.

## Galería fotográfica

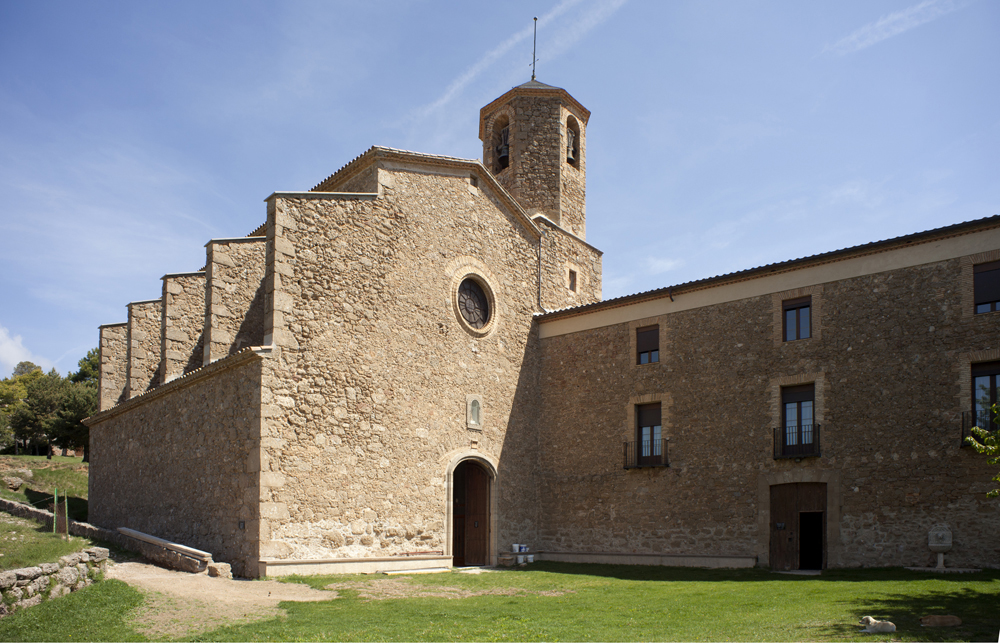
Vista lateral
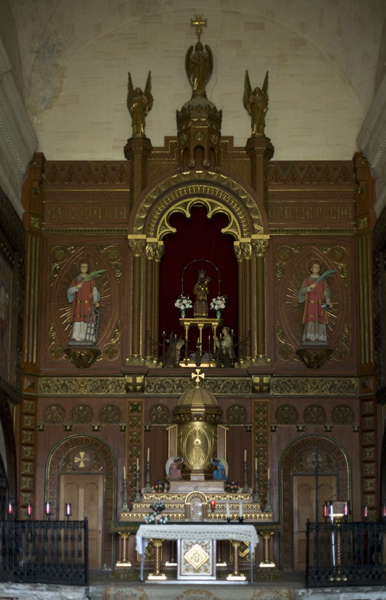
Retablo
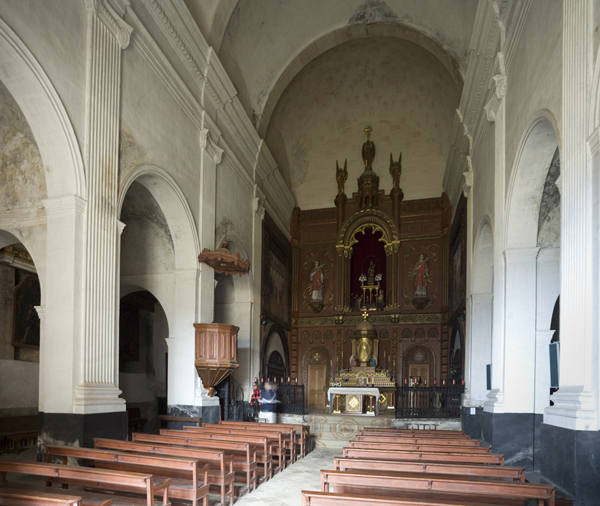
Interior del santuario
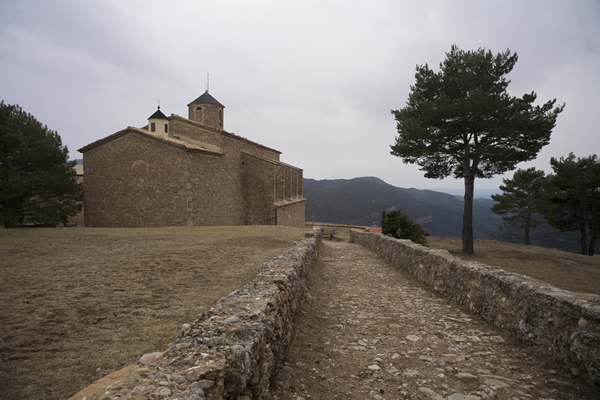
Vista exterior